# Nephrolepis dicksonioides
Nephrolepis dicksonioides är en spjutbräkenväxtart som beskrevs av Christ. Nephrolepis dicksonioides ingår i släktet Nephrolepis och familjen Nephrolepidaceae. Inga underarter finns listade.